# Mirante da Serra
Mirante da Serra est une municipalité brésilienne située dans l'État du Rondônia.